# Agentur für Qualitätssicherung durch Akkreditierung von Studiengängen

Logo

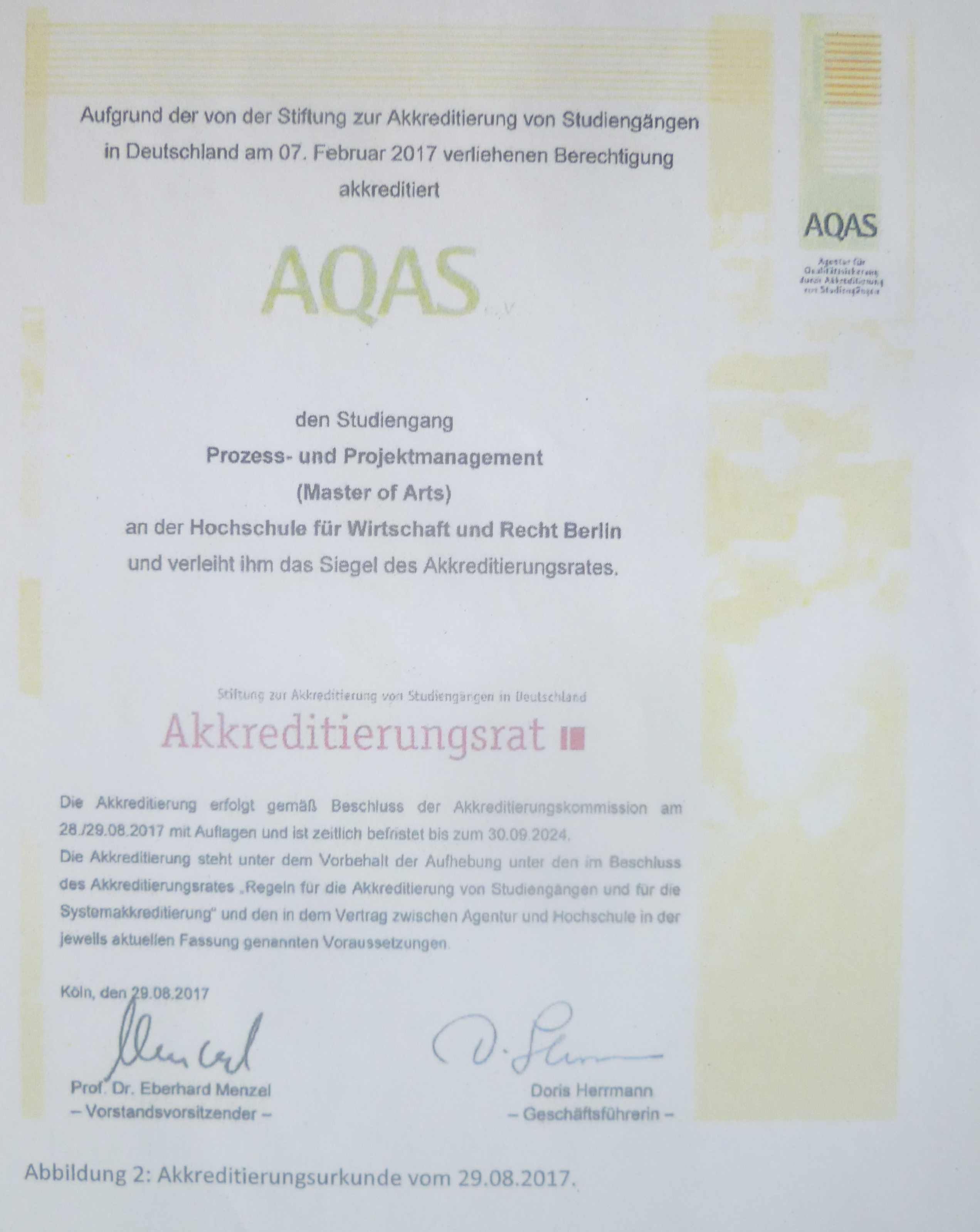
Akkreditierungsurkunde AQAS

Die Agentur für Qualitätssicherung durch Akkreditierung von Studiengängen e. V. (AQAS) ist eine im Rahmen des Bologna-Prozesses gegründete, länderübergreifend arbeitende Agentur für die Akkreditierung von Studiengängen an deutschen und internationalen Universitäten und Fachhochschulen  mit Sitz in Köln.

## Geschichte
AQAS wurde im Jahr 2002 gegründet und im European Quality Assurance Register (EQAR) gelistet. In Deutschland ist die Agentur vom Akkreditierungsrat zur Durchführung von Begutachtungsverfahren im Sinne des Studienakkreditierungsstaatsvertrages zugelassen. Bis Dezember 2019 hat sie 7283 Studiengänge akkreditiert.
Die Agentur wird von zurzeit 93 Hochschulen und einer wissenschaftlichen Vereinigung getragen. Die Gremien sind international besetzt. Das wichtigste Gremium ist die Ständige Kommission. Sie wird ebenso wie die Beschwerdekommission mit Wissenschaftlern aus verschiedenen Fachrichtungen, Vertretern der Berufspraxis und Studierenden besetzt. Die Ständige Kommission verabschiedet den Prüfbericht zur Überprüfung der formalen Kriterien und entscheidet auf der Grundlage des Bewertungsberichts der Gutachtergruppe über die Akkreditierung der internationalen Studiengänge bzw. Hochschulen (mit oder ohne Auflagen), Aussetzung des Akkreditierungsverfahrens oder (in seltenen Fällen) über die Versagung der Akkreditierung. In Deutschland wird diese Aufgabe seit 2018 durch den Akkreditierungsrat ausgeübt.
Widersprüche zu den Entscheidung der Ständigen Kommission, denen nicht durch erneute Beratung abgeholfen werden konnten, werden durch die Beschwerdekommission geprüft und abschließend entschieden. Der Geschäftsstelle in Köln gehören neben den beiden Geschäftsführerinnen derzeit 21 Mitarbeiter an.
Neben der Akkreditierung von Studiengängen (Programmakkreditierung) bietet AQAS auch Verfahren zur Systemakkreditierung von Hochschulen an. Die Berechtigung, Qualitätssicherungssysteme von Hochschulen für den Bereich des Studiums und der Lehre zu zertifizieren, erhielt die Agentur mit der Zulassung, die durch die Stiftung zur Akkreditierung von Studiengängen in Deutschland auf seiner Sitzung am 31. Oktober 2008 erfolgt ist. Die aktuelle Zulassung gilt bis 2022.